# Prunus zippeliana
Prunus zippeliana — вид квіткових рослин із підродини мигдалевих (Amygdaloideae).

## Біоморфологічна характеристика
Це вічнозелене дерево, яке зазвичай 10–25 метрів заввишки, іноді досягаючи 30 метрів. Чорно-коричневий, довгастий чи яйцювато-довгастий плід має довжину приблизно 18–24 мм і ширину 8–11 мм, містить одне велике насіння.

## Поширення, екологія
Ареал: Китай, Японія, Тайвань, пн. В'єтнам. Населяє змішані ліси, чагарники, вапнякові гірські райони; на висотах від 400 до 2400 метрів.

## Використання
Рослина збирається з дикої природи для місцевого використання як їжа та ліки. Іноді його культивують заради плодів. З лікувальною метою використовують листя, кору, квіти і плоди. З листя можна отримати зелений барвник.

## Галерея

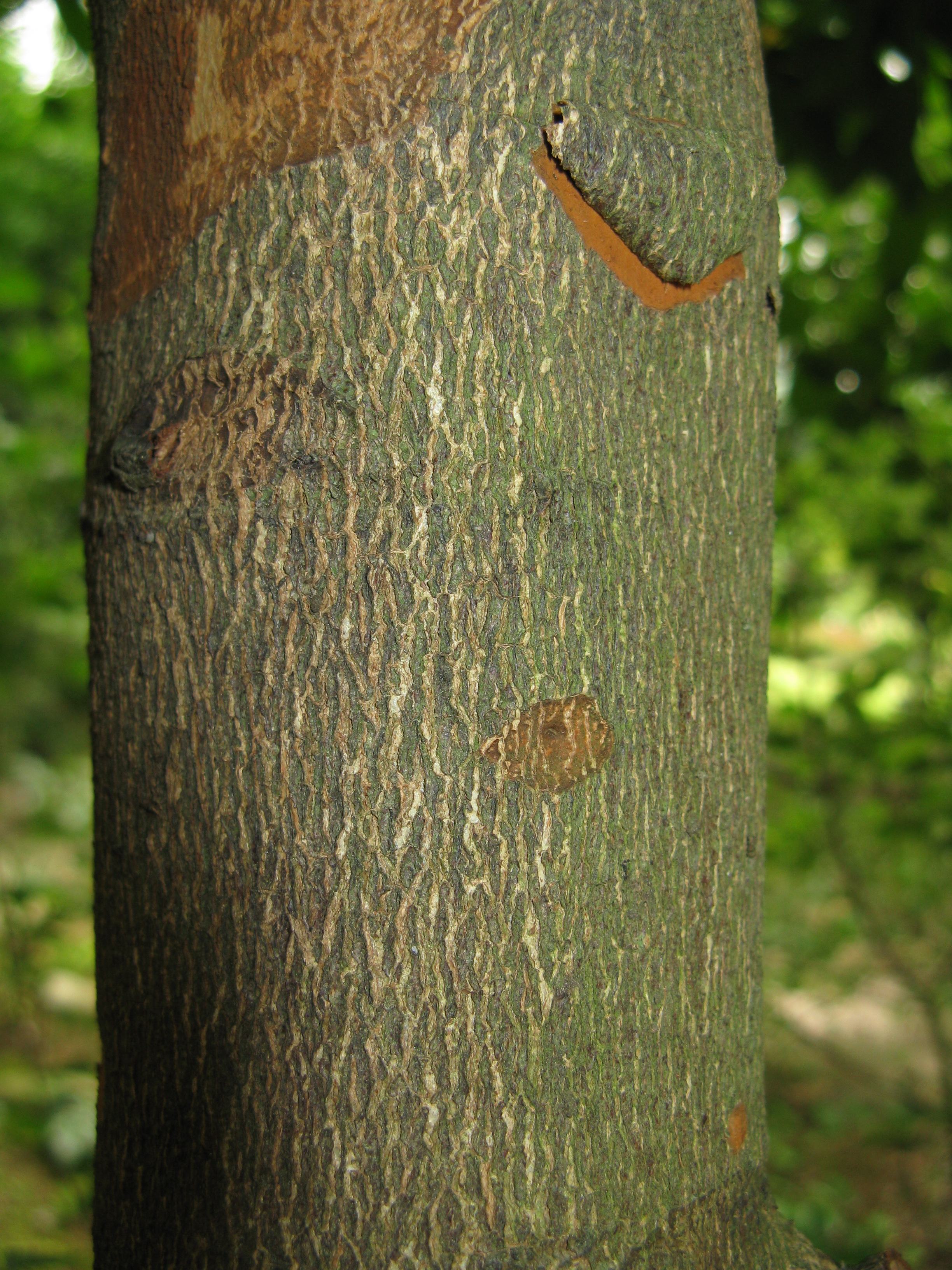
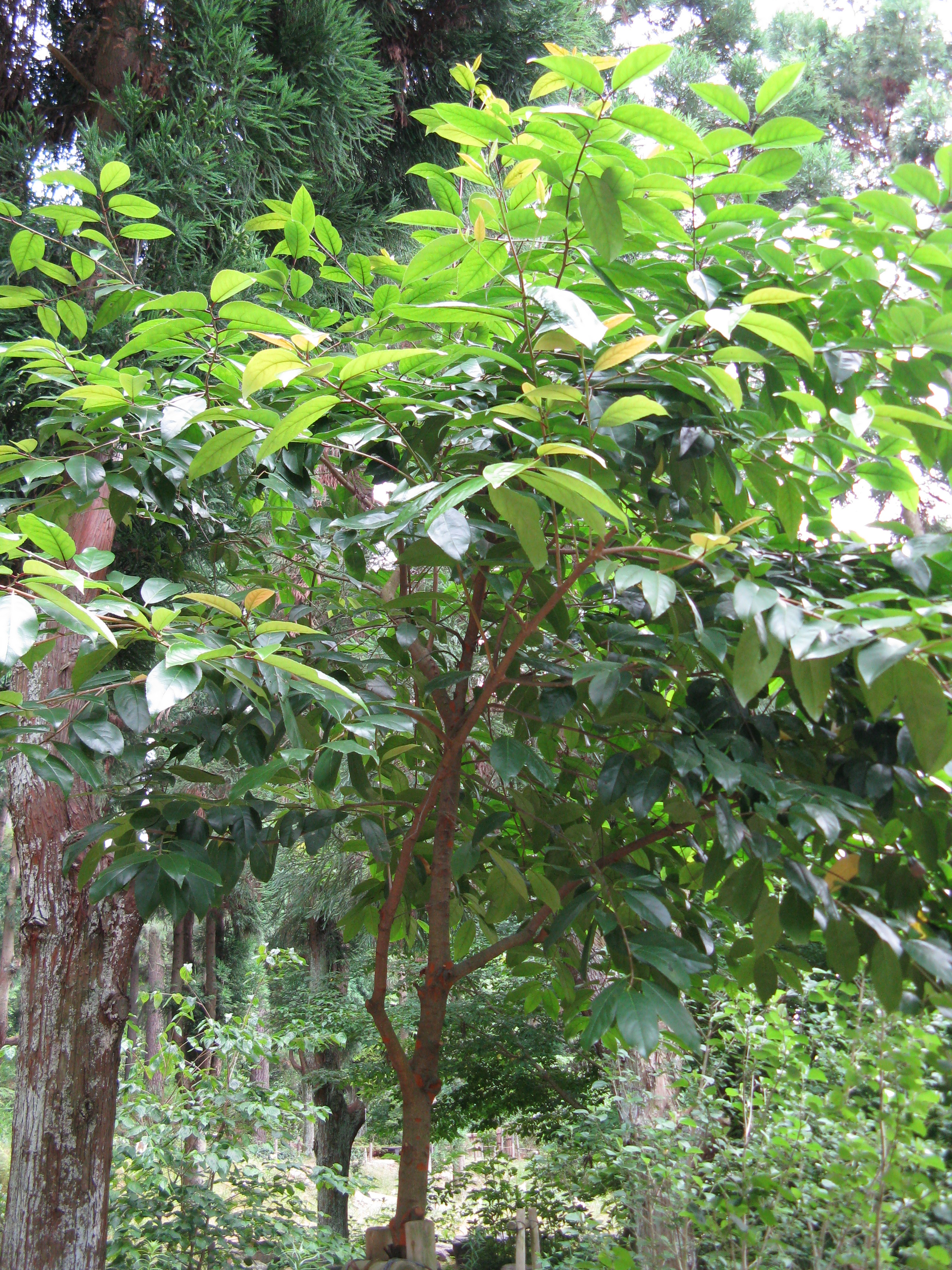
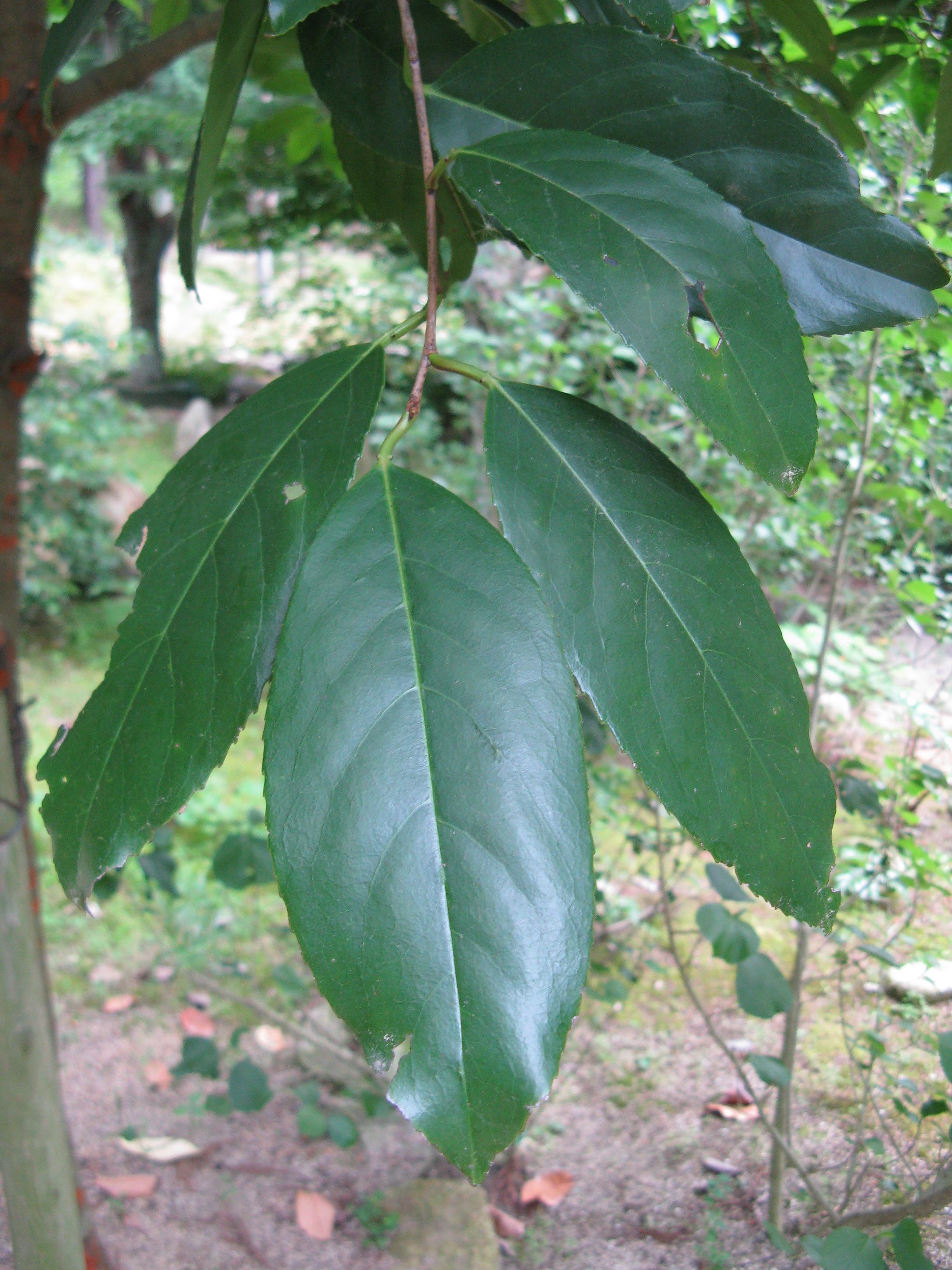